# Scrooge McDuck
Scrooge McDuck (a veces estilizado como $crooge McDuck; conocido como Rico McPato o Tío Rico en Hispanoamérica, y como Tío Gilito, Gilito McPato o Gil Pato en España) es un personaje de ficción de historietas y animaciones creado por el artista Carl Barks para The Walt Disney Company y que forma parte de la familia del Pato Donald, siendo su tío materno. La principal característica que destaca del personaje es inmensa fortuna, por la que es reconocido por el título de «pato más rico del mundo».

## Desarrollo

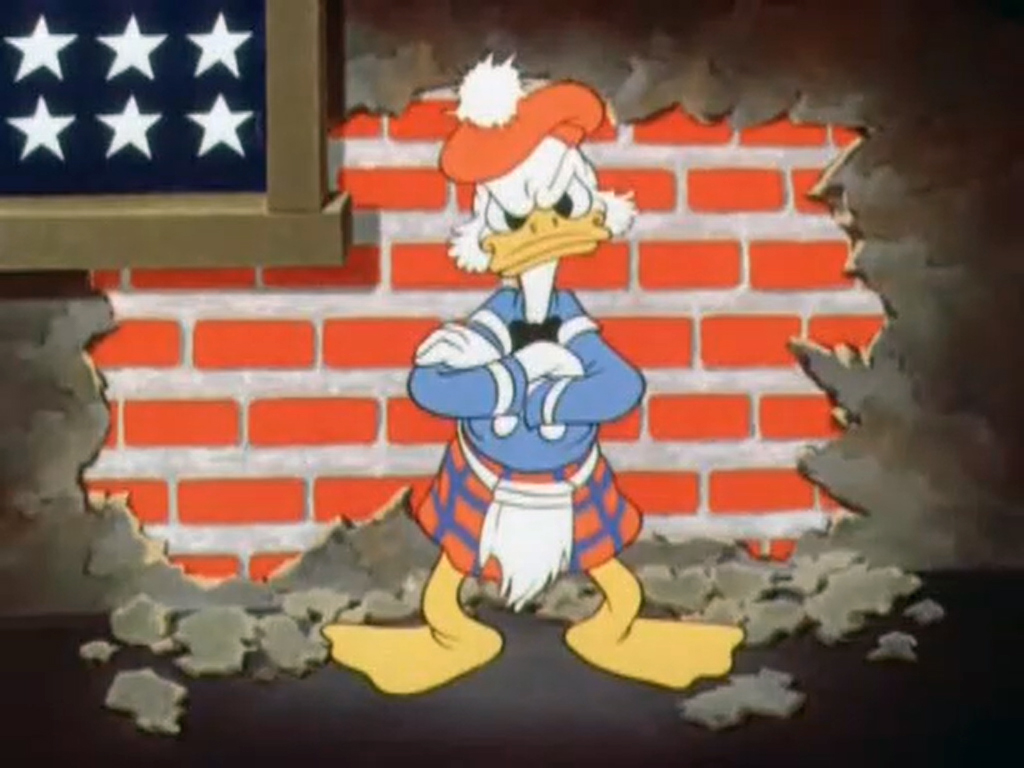
Fotograma de The Spirit of '43 con el primer antecedente de Scrooge McDuck.

Su nombre en inglés (Scrooge McDuck) está inspirado en Ebenezer Scrooge, personaje de ficción de A Christmas Carol, de Charles Dickens. Apareció por primera vez en la historieta Christmas on bear mountain, en diciembre de 1947.
Barks experimentaría con la apariencia y personalidad de McPato durante los siguientes cuatro años. Más tarde el dibujante declararía que originalmente pensaba usar a McDuck para una sola aparición, pero luego decidió que podía resultar útil en otras historias.
Pronto fue establecido como un personaje recurrente y varias historias lo pusieron como protagonista al lado del Pato Donald. Western Publishing fue la primera en pensar en McPato como un protagonista más que como un personaje secundario. Para 1952, McPato tenía una revista para sí solo. Desde entonces, Barks produjo la mayoría de sus historias largas en McDuck, con él como protagonista, focalizando en aventuras, mientras que la revista de diez páginas continuaba teniendo a Donald como protagonista y se centraba en lo cómico. 
McDuck se convirtió en la figura principal de las historias mientras que Donald y sus sobrinos fueron llevados al papel de ayudantes de McDuck, contratándolos como acompañantes que lo seguían en sus aventuras por todo el mundo. Este cambio en el foco de atención desde Donald hacia McDuck se refejó también en las historias de otros creadores contemporáneos. Desde entonces, McPato se mantiene como la figura central de su "mundo", acuñándose el término "El universo de Scrooge McDuck". 
McDuck tuvo su primera aparición animada el 23 de marzo de 1967 en Scrooge McDuck and Money, una fábula de 16 minutos de duración dirigida por Hamilton Luske en donde explica la historia del dinero.
La figura de McPato reapareció con mucha fuerza cuando en 1987 se estrenó la serie de televisión Patoaventuras.

## Cronología de McPato
Aunque constantemente se agregan más detalles a la biografía de este personaje, por el aporte de diferentes creadores, algunos "hechos" importantes incluyen los siguientes:
| Año       | Evento |
| --------- | --- |
| 1867      | Scrooge McDuck (Rico/Gilito McPato) nace en Glasgow, Escocia de Fergus y Downy McPato. Tiene un medio hermano mayor (Rumpus McPato), dos hermanas menores (Matilda y Hortense, esta última madre de sus sobrinos Donald y Della) y un medio hermano más joven (Gideon). |
| 1877      | Empieza a trabajar como limpiabotas, pero su primer cliente se burla de él y le paga con una moneda norteamericana de diez centavos. Él conserva la moneda como un símbolo de éxito. |
| 1880      | McPato emigra a los Estados Unidos. Conoce a su tío Angus "Motote" McPato, dueño de un transbordador en el río Misisipi y se encuentra por primera vez con los Beagle Boys, una familia de ladrones con la cual mantendría su enemistad de por vida. |
| 1882      | Su tío se jubila y le deja el barco a McPato. Los Beagle Boys se lo destruyen por venganza. McPato decide irse al oeste a probar suerte. |
| 1883      | Se convierte en minero, en busca de plata y cobre. |
| 1885      | Su padre le pide que regrese a Escocia debido a un importante asunto familiar. Justo una semana antes de viajar conoce al millonario Howard Rockerpato, quien se hizo rico con la fiebre del oro de California, en el año 1849, el cual se transforma en su amigo y mentor. También conoce a su hijo, John D. Rockerpato, de siete años, quien con el tiempo se convertiría en el tercer pato más rico del mundo, e irónicamente en uno de los principales rivales de McPato. |
| 1886-1889 | McDuck busca oro en Sudáfrica. Durante su primer año allí salva la vida de un pato llamado Flint MacNate. Tras la traición de MacNate se convierten en enemigos por el resto de sus vidas. Después, Flint MacNate se vuelve el segundo pato más rico del mundo. |
| 1889-1893 | Regresa a los Estados Unidos en búsqueda de oro. Se encuentra con muchos personajes famosos pero no encuentra oro. |
| 1893-1896 | McDuck viaja a Australia en búsqueda de oro, pero fracasa nuevamente. |
| 1896-1899 | Busca oro en Klondike. Durante este año conoce a la dueña de la taberna, cantante y ladrona ocasional "Glittering Goldie O'Gilt". Continuará en una relación de amor/odio con este personaje por el resto de su vida. La búsqueda de oro tiene éxito. |
| 1899-1902 | McPato se convierte en millonario y compra un banco. Comienza a construir un pequeño emporio financiero. Para 1902 se convierte en billonario. |
| 1902      | McPato regresa a Escocia a buscar a sus hermanas. Su padre muere. Su madre y uno de sus tíos han muerto, así que los tres jóvenes son los últimos del clan McPato. Él se asienta en la pequeña ciudad de Duckburg, Calisota, lugar que elige para establecer su residencia. |
| 1902-1930 | Mientras sus hermanas permanecen en Patolandia encargándose de los negocios de McPato, él viaja a todo el mundo expandiendo su imperio a cada continente. |
| 1930      | Se convierte en el pato más rico del mundo, pero una pelea con su familia lo deja sin contacto con ellos por 17 años. Conoce a sus sobrinos, el Pato Donald y su hermana melliza Della Pato. También conoce a Brigitta McBridge de quien se enamora. Ellos continuarán manteniendo una relación de amor/odio de allí en adelante. |
| 1947      | McDuck se encuentra nuevamente con su sobrino Donald, y además conoce a sus sobrino-nietos Huey, Dewey y Louie. Decide volver a las andanzas e inicia la que tal vez sea la etapa más fructífera de su vida, al vivir con todos ellos muy diversas aventuras, que son las que han alcanzado una mayor difusión popular. |
| 1967      | McDuck "muere" tras cumplir 100 años.[cita requerida] |

## Algunas historias con McPato
- "Christmas on Bear Mountain" fue estrenada en diciembre de 1947. El título de esta historia está basado en la obra "Una noche en el monte pelado" de Modesto Mussorgski.

En esta aparición, aún no tenía sus rasgos característicos totalmente definidos. Era barbudo, con lentes, razonablemente rico y viejo, por lo que necesitaba apoyarse en su bastón. Vivía en soledad en una inmensa mansión, la cual se dice que estaba inspirada por "El ciudadano Kane" de Orson Welles.
- "Voodoo Hoodoo", publicada en agosto de 1949, fue la primera historia que dio pistas sobre el pasado de Scrooge McDuck mediante la presentación de dos personajes. El primero es un viejo brujo africano y jefe de una tribu vudú que había maldecido a McDuck, buscando venganza por la destrucción de su poblado y la toma de las tierras en donde habitaba su tribu por parte del pato, décadas atrás.

De manera confidencial, McDuck admitió frente a sus sobrinos que él había usado a una armada de corta cabezas para hacer que la tribu abandonara sus tierras, con el fin de establecer una colonia para la explotación de una mina de diamante. Este hecho ocurrió en el año 1879, pero sería cambiado al año 1909 para hacerla coincidir con la historia personal de McDuck que se establecería más tarde. 
El segundo personaje es un zombi, el instrumento de la maldición y venganza del brujo. Según se dice ha buscado a McDuck durante décadas antes de encontrarlo en Duckburg, pero lo confunde con Donald.
Es preciso aclarar que el zombie no estaba realmente muerto y que el viejo brujo no practicaba magia negra. Barks explicó que el zombi era una persona viva, que nunca había muerto, pero que de alguna forma había quedado bajo la influencia del hechicero. Aunque algunas escenas intentan ser una parodia de "White Zombie" de Béla Lugosi, es la primera historia en centrarse no solo en el pasado de McDuck, sino también en los aspectos más oscuros de su personalidad (Don Rosa transformó este evento como la razón por la cual McDuck se peleó con sus hermanas Hortense y Matilda y se distanció de ambas).
- "Trail of the Unicorn", publicada en febrero de 1950 presentó al zoológico privado de McDuck. Uno de sus pilotos había conseguido una fotografía del último unicornio vivo, que se encontraba en el Himalaya. McDuck ofreció una recompensa para el primero de sus competitivos sobrinos (Pato Donald y Gladstone Gander) que lograran traerlo para su colección, como la pieza más valiosa en ese momento.

También esta historia es la que introduce su avioneta privada. Barks establecería más tarde que McDuck era un experto aviador.
- "The Pixilated Parrot", publicada en julio de 1950 diría que las oficinas centrales de McDuck contenían tres acres cúbicos de monedas.

- "The Magic Hourglass", publicada por primera vez en septiembre de 1950 fue la primera historia que argumentalmente cambia el centro de atención de Donald a McDuck. Durante su desarrollo se introducen varios temas que luego caracterizarían al personaje.

Donald primero menciona que su tío es dueño de casi toda Duckburg, afirmación que más tarde Roquepato pondría en tela de juicio.
Según esta historia, McDuck no nació en la riqueza. Es la primera en la que se lo menciona hablando otros idiomas y leyendo otros alfabetos más allá del latino. Aquí habla y lee árabe. Este tema sería desarrollado en extenso en historias posteriores. 
McDuck es visto aquí en un aspecto más positivo que en historias previas, pero también es desvelado su aspecto más villano.
McDuck intenta recuperar un reloj de arena mágico que le había entregado a su sobrino Donald, antes de darse cuenta del encantamiento que poseía. Para convencer a su sobrino que se lo devolviera, sigue su pista hasta Marruecos. Durante la historia, McDuck interroga a Donald haciéndole cosquillas en los pies hasta que él le da la información sobre el lugar en donde se encuentra el reloj. Finalmente, McDuck se las arregla para recuperarlo, reemplazando el reloj por un frasco con agua.
- "A Financial Fable", publicada por primera vez en marzo de 1951 muestra a McDuck dando clases sobre la productividad como fuente de riqueza y sobre las leyes de la oferta y la demanda. Tal vez lo más importante de esta historia es que por primera vez McDuck se da cuenta cuan aplicados y diligentes son Huey, Dewey y Louie, siendo más parecidos a él que Donald. El lazo entre el tío-abuelo y ellos se reforzaría más adelante.

- "Terror of the Beagle Boys", publicada en noviembre de 1951 presenta a los lectores a los Beagle Boys, aunque McDuck parece ya estar familiarizados con ellos.

- "The Big Bin on Killmotor Hill" muestra por primera vez el depósito de monedas de McDuck, construido en Duckburg.

- "Only a Poor Man" fue publicada en marzo de 1952 y, junto con "Back to the Klondike", de marzo de 1953 fueron las dos historias que más definieron sus características, su pasado, sus creencias, motivaciones y forma de pensar, sentir y actuar.

- "Scrooge McDuck and Money", estrenada el 23 de marzo de 1967 muestra a McDuck explicando a sus sobrinos que el dinero acumulado en su depósito es solo una parte de su riqueza total. El resto está invertido en el imperio financiero alrededor del mundo. Esta aclaración se debe a que mantener todo el dinero fuera de circulación, en el depósito, no es una estrategia de inversión rentable.

- "Some Heir Over the Rainbow", McDuck empieza a preocuparse por quien será el heredero de su fortuna, teniendo de candidatos a sus sobrinos-nietos Huey, Dewey y Louie, Donald y Gladstone Gander. Finalmente nombra a sus sobrinos como herederos universales.

## En la cultura popular
La revista Forbes incluye rutinariamente a Scrooge McDuck en su lista anual de los 15 personajes de ficción más ricos por patrimonio neto:
| - 2002: #4 con $8.2 mil millones - 2005: #6 con $8.2 mil millones - 2006: #3 con $10.9 mil millones - 2007: #1 con $28.8 mil millones (£17.6 mil millones) | - 2008: #2 con $29.1 mil millones - 2010: #2 con $33.5 mil millones - 2011: #1 con $44.1 mil millones - 2013: #1 con $65.4 mil millones |

En 1972, Grupo Ronda S.A. adquirió la licencia para utilizar el personaje entre otros personajes de Disney para su juego de mesa Tío Rico Mc. Pato. A día de hoy, es uno de los juegos de mesa más populares en Colombia y el competidor directo de Monopoly en la región.